# Pioneer Corporation
Pioneer Corporation (на японски: パイオニア株式会社) е транснационална корпорация в гр. Кавасаки, Япония, световен производител на електроника за дома, автомобила и DJ оборудване.
Компанията е основана от Нозому Мацумото през 1938 г. в Токио, като ремонтна работилница на радиоприемници и говорители. Президент на корпорацията е Сусуму Котани.
Pioneer е широко известна със своите технологични иновации в сферата на потребителската електроника. През 20 век корпорация Pioneer играе важна роля в развитието на интерактивната кабелна телевизия, CD и DVD плейъри, плазмени телевизори (брандирани като Kuro), органични LED дисплеи (OLED). Pioneer пуска първия в света автомобилен плейър със сменяем (падащ) панел.
Pioneer се специализира в ключови направления като: системи за автомобилни навигации, авто аудио/видео ресийвъри, системи за домашно аудио/видео с 3D технология, висококачествена обработка на звука и поддръжка на мобилни устройства. Също така Pioneer е безспорен лидер при производството на оборудване за DJ.

## Изделия
- Устройства за автомобила: навигационни GPS системи, AppRadio, AV ресийвъри, Усилватели, Говорители
- Домашна аудио/видео техника: Стерео компоненти, Усилватели AV ресийвъри, Blu-ray и DVD плейъри, Микро аудио системи за iPhone и iPad, Системи за домашно кино, Грамофони, Акустични системи.
- DJ оборудване: Контролери, Миксери, Ефектори, Плейъри, Слушалки
- Слушалки: Слушалки тип тапи, Слушалки с микрофон, Напълно затворен тип слушалки, DJ слушалки, Мултимедийни